# Saya afroboliviana
Genres associés
Caporales (es)
La saya afro-bolivienne est une expression culturelle et politique, de la communauté afro-bolivienne, originaire de la région de Los Yungas en Bolivie (Nord et Sud Yungas, département de La Paz), un des lieux où se sont établis les communautés africaines du fait de l'esclavage.
La population africaine a été amenée en Amérique latine sur le territoire de l'actuelle la Bolivie pour remplacer la main-d’œuvre indienne dans les plantations et dans les mines. Elle y a amené ses musiques, ses danses et son style de vie tout en maintenant une certaine distance vis-à-vis des autochtones, aymaras et autres,.
La saya est connue pour les caporales (es) qui en sont issues. Les caporales ont été présentées au public international pour la première fois en 1969 par les Estrada Brother. Elle est liée à d'autres danses afro-boliviennes telles la morenada et le tundiqui.

## Dénomination
Le nom de cette expression culturelle dérive du  vocable Nsaya d'origine Kikongo. Etymologiquement, saya signifie travail en commun sous le commandement d'un chanteur principal (contremaître) et englobe la musique, la danse, la poésie et le rythme.

## Éléments historiques
Manuel Barra et Angélica Pinedo rapportent l'évolution de la saya et sa différenciation de la musique aymara : cette expression culturelle a bâti son identité sur un recentrage sur la communauté et sur la différence avec les communautés aymaras et blanches :
" Los indios zampoña y los negros saya no más siempre" Manuel Balaie, 1999. "Quand les indiens jouent des flutes, les noirs ne dansent plus la saya"

Traduisant les trois grands thèmes, Barra, né vers 1930 décrit ainsi la saya avant la Révolution de 1952 :

"La troupe de saya s'arrêtait dans le  matin, au commandement du tambour major. Le tambour major frappait son tambour trois fois. C'était le départ. Il réunit ses gens, puis avec sa troupe visite le Maire (...), puis le patron (...), puis le prêtre (...). Je suis le guide d'homme et vous guidez les femmes" Manuel Barra, 1999

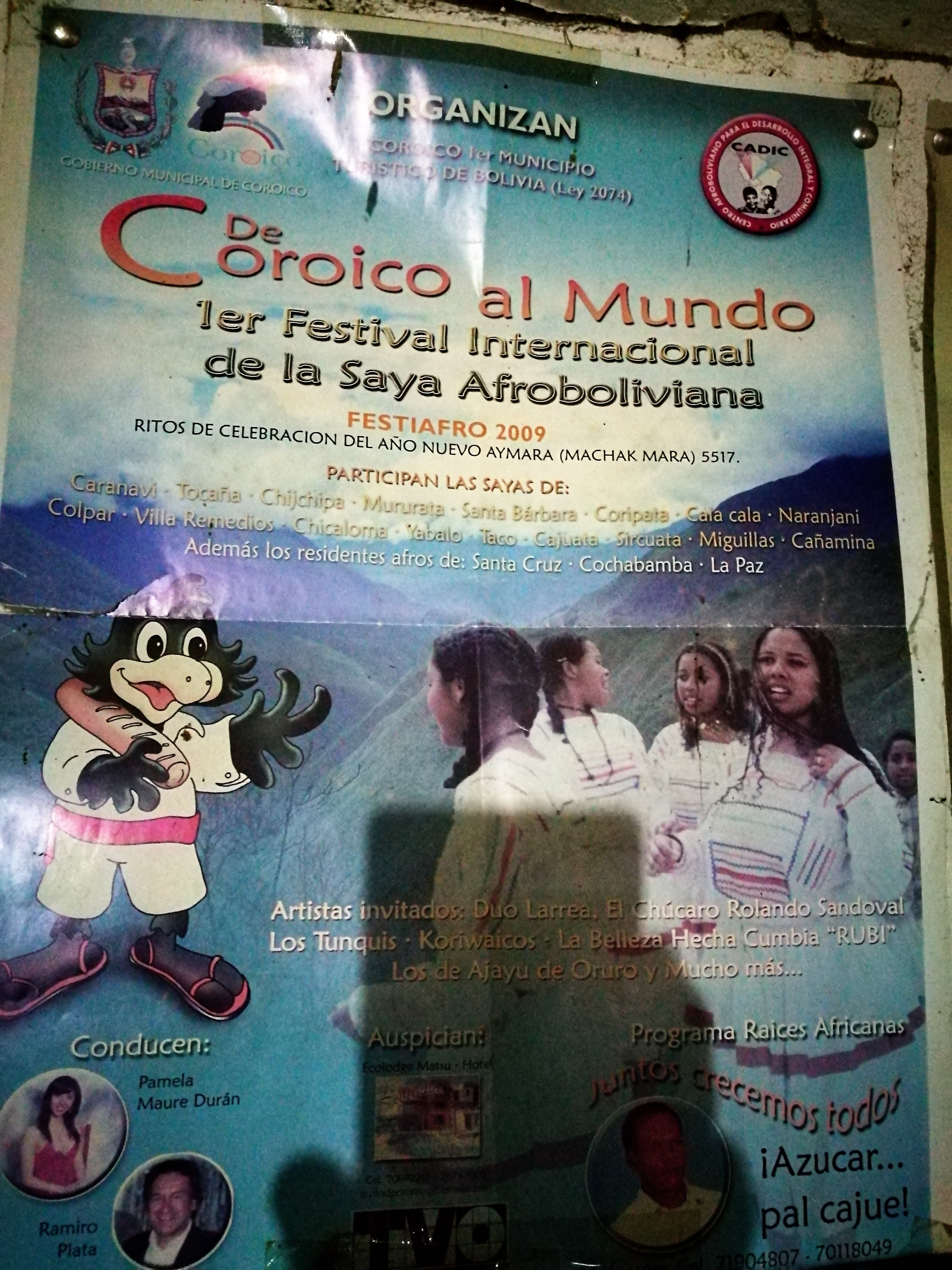
Affiche du Festival international de Saya en 2009.

À partir des années 1980 la saya s'est transformée d'une danse du village en instrument de revendication. Ça a débuté en 1982 avec une présentation des élèves du Troisième Intermède du Collège Guérilleros Lanza de Coroico pour la fête du 20 octobre. En consultant les adultes et les anciens, les élèves ont découvert la musique, l'habillement et la danse. Le résultat de ces recherches a eu tellement succès que la présentation a été reconduite, mettant en marche ce qui est devenu aujourd'hui le Mouvement Culturel Saya Afro-bolivienne, MOCUSABOL.

Quant à l'origine et la réappropriation de la saya, Jorge Médine, acteur du mouvement afro-bolivien rapporte:
Commencer à se réapproprier la saya, car c'est une des danses la  plus représentatives du peuple afro, jointes aux autres danses qui, au fil du temps, disparaissaient (...)
Sur la construction de la saya comme instrument d'identité Marfa Inofuentes leader du mouvement Afrobolivien rapportait :
"Tout a commencé  avec la chanson "Llorando Se Fue", du groupe  Los Kjarkas présentée comme une saya, même si c'est une caporales. Nous l'écoutions  à la radio et cela  a occasionné une grande confusion chez les gens... Les caporales sont nées de la  saya. Dans la caporales, le contremaître de l'hacienda (le tambour major) est représenté portant un fouet. Ce n'est pas d'inspiration afro. Ceci a motivé  beaucoup de gens à s'organiser sur le thème de la danse. Ça m'a ému. Je me suis  dit: " Mon Dieu, où suis-je? Qu'est-ce qu'il m'est arrivé? Je dois être ici, c'est ma place et je dois être avec les miens". J'ai commencé ainsi . Ça commencé à grandir dans mon cœur"  ( Inofuentes 2006-2008)
Étant donné le caractère revendicatif du Mouvement de diffusion de la saya, des dirigeants afro-boliviens comme Marfa Inofuentes ou Paola Yañez ont rejoint le MOCUSABOL  tandis que le saya était promue comme élément d'identité afro-bolivien. La leader Mónica Roi a écrit sa thèse universitaire centrée sur la saya. Sur la signification de la saya dans sa vie, Yañez a mentionné en 2005 : 
""C'est ma façon de m'exprimer culturellement, c'est ma façon de me connecter à mes ancêtres, à mon sang afro-bolivien."

## Habillement

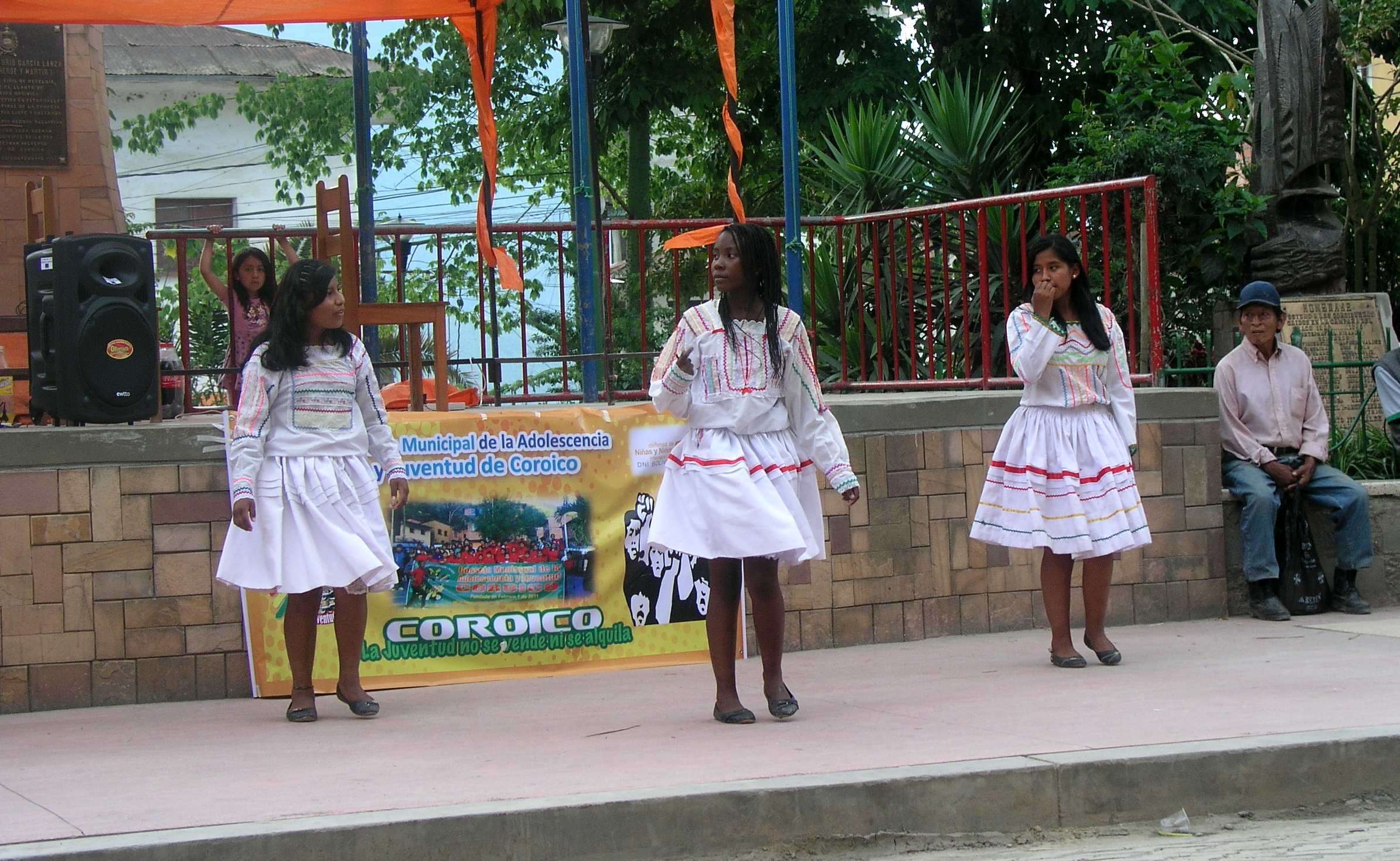
Jeunes dansant la saya à Coroico.

Les vêtements sont blancs pour les deux sexes. Les femmes portent des jupes avec des bandes de différentes couleurs, avec la partie supérieure ourlée et brodée, des chemisiers à manches courtes, un décolleté carré, l'ensemble du chemisier est brodé et orné de rubans, de dentelle et de zigzag. Dans certains cas, ils portent un chapeau à la main et une couverture colorée, pliée et suspendue au bras droit. Ils portent des sandales.
Les vêtements de Saya ont des particularités syncrétiques Aymara dans les vêtements pour femmes, en particulier dans l'adoption des chemisiers et des jupes caractéristiques du Chola Bolivien (es) dans leurs propres versions spéciales pour la danse.

## Instruments
Sur l'interprétation traditionnelle de la saya, Angélica Pinedo rapporte le témoignage suivant :
"Les guides des hommes portaient des cloches, les guides des femmes portaient des crécelles. Quand ils entamaient les coplas (figures de danses), la crécelle était tourné vers le haut, et quand tout le monde chantait, la crécelle semblait  ralentir, accompagnant le guancha." Angélica Pinedo, 1999
Les interprétations contemporaines utilisent 
- des tambour et des bombos, des requinto et des ganginco.
- un idiophone : la coancha ou guancha[9]

## La musique
La Lambada, comme les caporales, fournit une première approche de ce qu'est la saya mais elle en reste éloigné : c'est une adaptation pour la variété locale (caporales) qui a elle-même été adaptée à la variété occidentale.
Le rythme original est basé sur les percussions, avec un aspect irrégulier, chaloupé, similaire au mouvement une roue qui aurait un plat, excentrée.

## Danse

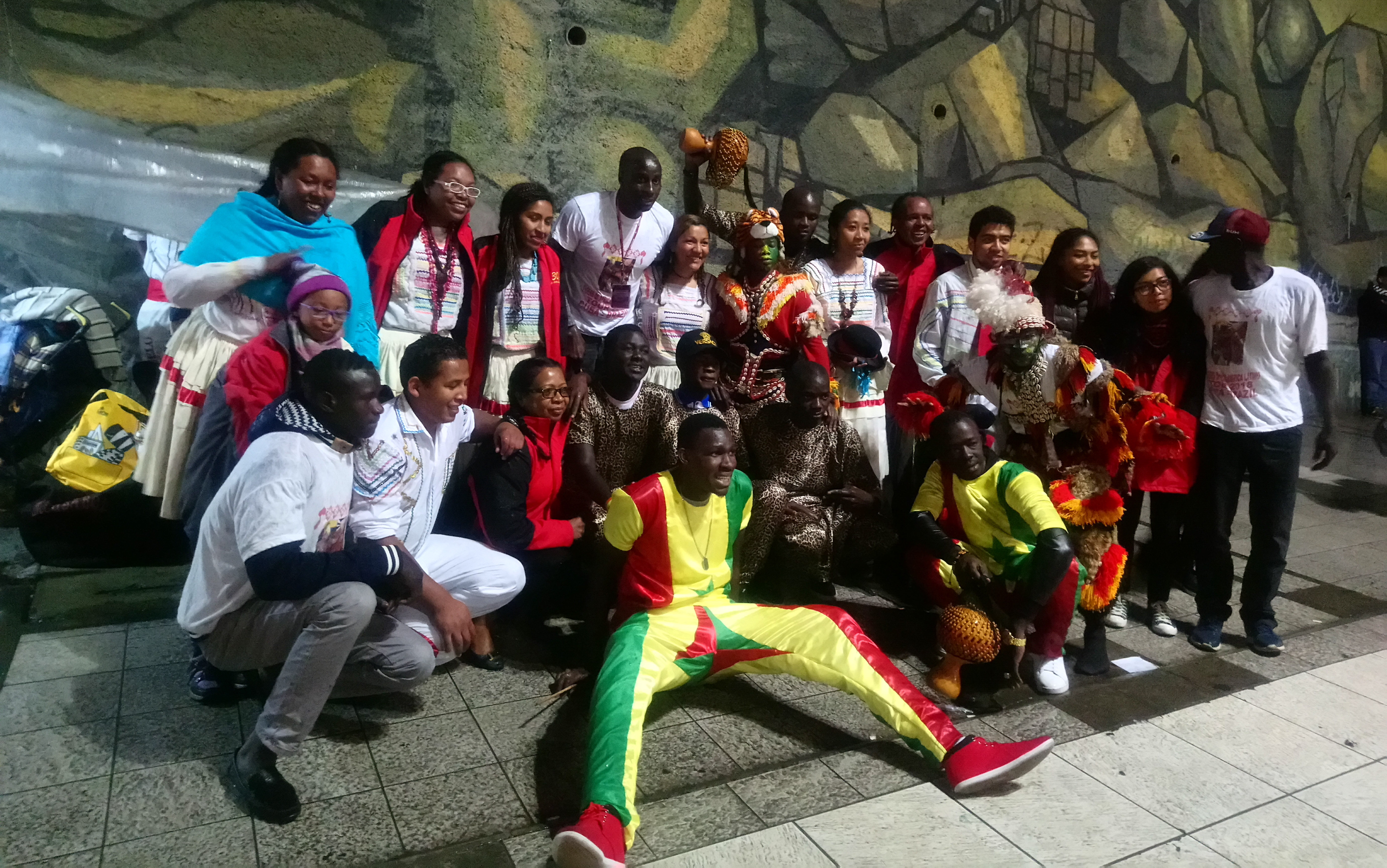
La section supérieure de la Jeunesse du Mouvement Culturel Saya Afro Boliviana et le groupe Les Lions du Sénégal pendant une rencontre dans le cadre du Decenio International des Afrodescendientes

La structure des groupes de danse et la saya elle-même présentent des différences régionales en fonction de la population afro qui l'interprète. Ainsi il existe des variations entre la saya interprétée à Chijchipa, Tocaña ou Mururata.

## Confusion entre la Saya et le Caporal
La musique et la danse de la saya ne sont pas exactement les mêmes que celles des Caporales, puisque cette dernière est une danse  métissée et urbaine inspirée  de la saya originale, mais avec ses propres chorégraphie, danse et rythme différents de la saya.
L'origine aussi est différente puisque les caporales et tundiquis sont basés sur des rapports déséquilibrés entre les populations aymaras, blanches et noires, focalisés sur la figure du contremaitre, du "caporal" tandis que la saya parle davantage de la vie, de l'amour.
Le cadre des processus de construction identitaires de la république a permis la diffusion des danses afro-boliviennes dans les centres urbains de la Bolivie, de sorte que pendant la première moitié du XXe siècle les danses afro étaient pratiquées dans les villes par la population métisse urbaine. Des variantes se sont développées avec un récit qui parle des expressions culturelles afro-boliviennes, comme dans les textes de Rigoberto Paredes

Le mouvement afro-bolivien a exprimé à diverses occasions la différence entre la saya et la musique que des groupes folkloriques urbains, tels que Les Kjarkas, ont composée et interprétée pour musicaliser la danse des caporales. Le chant est un de leurs moyens d'expression. L'un d'eux dit :
Après 500 ans
tu ne vas pas me changer
Le beau rythme de la saya
Avec le rythme de caporales
Les Kjarkas sont en train de confondre
La saya et le caporales
Ce que vous écoutez maintenant 
C'est la saya originale

## Aspect patrimonial
La saya a été déclarée Patrimoine Départemental de La Paz en 2007 sous le mandat de José Luis Murs puis Patrimoine national sous la mention  "Expression Culturelle Saya Afroboliviana: 747/10, 2013", promulguée par le gouvernement d'Evo Morales.

## Importance contemporaine
La saya est actuellement interprétée par les communautés afro-boliviennes lors des carnavals, fêtes folkloriques et événements sociaux et culturels dans toute la Bolivie et dans le monde,. La musique a été interprétée par des groupements de rock urbain comme Ataro qui ont invité la communauté afro-bolivienne à participer à des projets comme celui réalisé pour la chanson "Pulga Presidente".
Le groupement Saya Afroboliviana est affilié à SOBODAYCOM, la Société Bolivienne d'Auteurs et compositeurs.

## Autres danses de la communauté afro-bolivienne
Tout au long de son histoire, la communauté afro-bolivienne  a interprété et développé différentes manifestations culturelles parmi lesquelles la Semba, la morenada, le tundiqui, le mauchi, une cérémonie funèbre, ainsi que la danse de la Terre (cueca negra) et le huayño negro qui ont une influence métisse.
Mais contrairement aux tundiqui par exemple à qui on reproche parfois à tort ou à raison un caractère raciste (voir l'article) alors qu'elles sont nettement apparentées, la saya est clairement revendiquée par la communauté afro-bolivienne avec entièreté.
Le mot Saya apparait dans un des tundiqui les plus célèbres "La fiesta de san Benito", mais y désignerait un vêtement.